# Arca (Oliveira de Frades)
Arca é uma povoação portuguesa do Município de Oliveira de Frades que foi sede da extinta Freguesia de Arca, freguesia que tinha 359 habitantes (201) e 9,11 km² de área, e, por isso, uma densidade populacional de 39,4 hab/km².
A Freguesia de Arca foi extinta (agregada) pela reorganização administrativa de 2012/2013, tendo o seu território sido integrado na União das Freguesias de Arca e Varzielas.
A Freguesia de Arca abrangia os lugares de Arca, Areal, Covelo, Paranho e Póvoa.

## História
A região é ocupada por humanos desde a pré-história, como indicado pela presença da Anta da Arca, datada do Calcolítico. Em épocas históricas pertenceu ao antigo concelho de São João do Monte, extinto em 24 de Outubro de 1855, altura em que passou a ser parte do concelho (atual município) de Oliveira de Frades.
Era uma das duas antigas freguesias do município de Oliveira de Frades que constituíam o exclave situado a sudeste da porção principal. A outra freguesia do exclave é Varzielas.
Possui uma igreja dedicada ao Espírito Santo, dependente do vigário de Alcofra, da Diocese de Viseu.

## População
| População da freguesia de Arca | População da freguesia de Arca | População da freguesia de Arca | População da freguesia de Arca | População da freguesia de Arca | População da freguesia de Arca | População da freguesia de Arca | População da freguesia de Arca | População da freguesia de Arca | População da freguesia de Arca | População da freguesia de Arca | População da freguesia de Arca | População da freguesia de Arca | População da freguesia de Arca | População da freguesia de Arca |
| ------------------------------ | ------------------------------ | ------------------------------ | ------------------------------ | ------------------------------ | ------------------------------ | ------------------------------ | ------------------------------ | ------------------------------ | ------------------------------ | ------------------------------ | ------------------------------ | ------------------------------ | ------------------------------ | ------------------------------ |
| 1864                           | 1878                           | 1890                           | 1900                           | 1911                           | 1920                           | 1930                           | 1940                           | 1950                           | 1960                           | 1970                           | 1981                           | 1991                           | 2001                           | 2011                           |
| 480                            | 588                            | 563                            | 523                            | 518                            | 453                            | 478                            | 550                            | 602                            | 529                            | 483                            | 480                            | 442                            | 387                            | 359                            |

| Distribuição da População por Grupos Etários | Distribuição da População por Grupos Etários | Distribuição da População por Grupos Etários | Distribuição da População por Grupos Etários | Distribuição da População por Grupos Etários | Distribuição da População por Grupos Etários | Distribuição da População por Grupos Etários | Distribuição da População por Grupos Etários | Distribuição da População por Grupos Etários | Distribuição da População por Grupos Etários |
| -------------------------------------------- | -------------------------------------------- | -------------------------------------------- | -------------------------------------------- | -------------------------------------------- | -------------------------------------------- | -------------------------------------------- | -------------------------------------------- | -------------------------------------------- | -------------------------------------------- |
| Ano                                          | 0-14 Anos                                    | 15-24 Anos                                   | 25-64 Anos                                   | > 65 Anos                                    |                                              | 0-14 Anos                                    | 15-24 Anos                                   | 25-64 Anos                                   | > 65 Anos                                    |
| 2001                                         | 54                                           | 53                                           | 189                                          | 91                                           |                                              | 14,0%                                        | 13,7%                                        | 48,8%                                        | 23,5%                                        |
| 2011                                         | 39                                           | 35                                           | 172                                          | 113                                          |                                              | 10,9%                                        | 9,7%                                         | 47,9%                                        | 31,5%                                        |

Média do País no censo de 2001:  0/14 Anos-16,0%; 15/24 Anos-14,3%; 25/64 Anos-53,4%; 65 e mais Anos-16,4%
Média do País no censo de 2011:   0/14 Anos-14,9%; 15/24 Anos-10,9%; 25/64 Anos-55,2%; 65 e mais Anos-19,0%

## Património
O principal monumento da freguesia, classificado como Monumento Nacional, é a Anta da Arca, um grande dólmen construído nas fases finais do Calcolítico. A anta localiza-se no lugar de Paranho, próximo à Igreja do Espírito Santo.
Outros pontos de interesse são:
- Igreja do Espírito Santo (matriz)
- Povoado das Mamoas
- Anta da Cabeça Gorda
- Pedra das Covinhas
- Sepultura das Bugalhosas
- Carvalhedo da Gândara